# Embalse

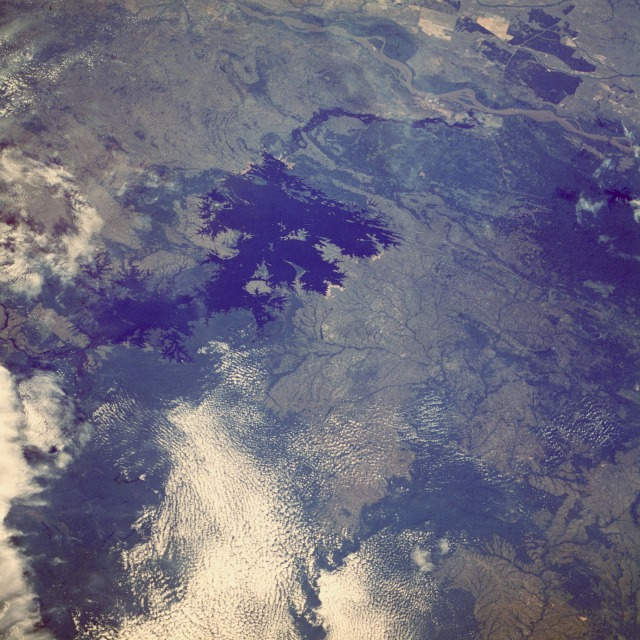
Vista desde satélite del embalse de Guri, Venezuela, con más de 4000 km² de superficie.

Un embalse es un cuerpo de agua formado por una construcción en el lecho de un río o arroyo que cierra parcial o totalmente su cauce. La construcción del embalse puede ocurrir por causas naturales como, por ejemplo, el derrumbe de una ladera en un tramo estrecho del río o arroyo, la acumulación de placas de hielo o las construcciones hechas por los castores, y por obras construidas por el ser humano para tal fin, como son las presas.

## Embalses por causas naturales

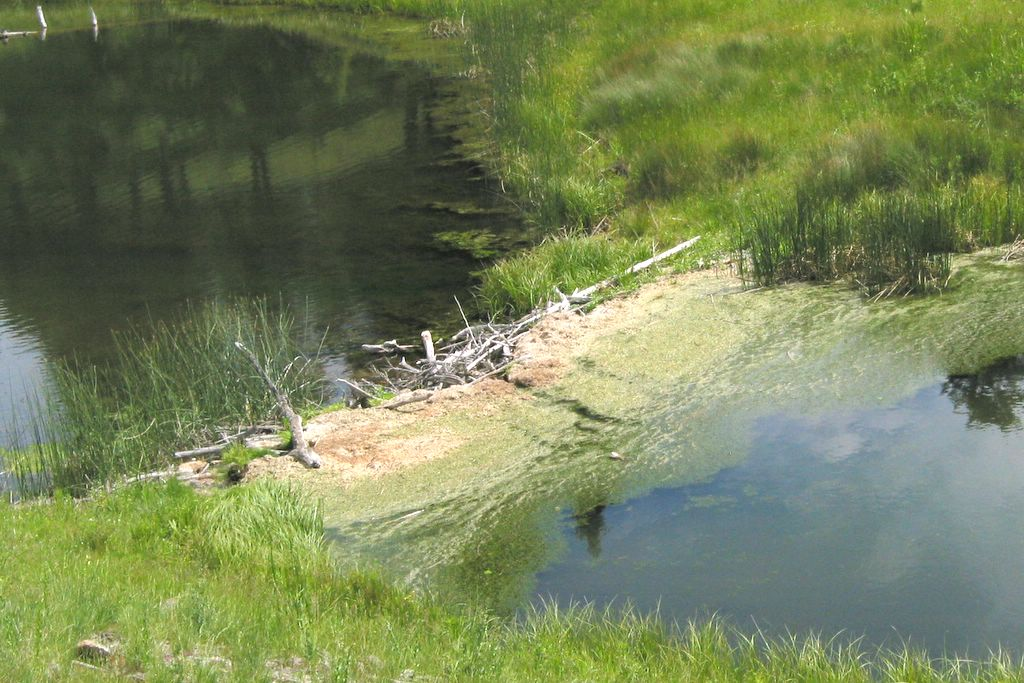
Presa realizada por castores en Yellowstone, Estados Unidos.

### Derrumbe de laderas
En este caso se trata, de embalses totalmente incontrolados, que generalmente tienen una vida corta, días, semanas o hasta meses. Al llenarse el embalse con los aportes del río o arroyo, se provocan filtraciones a través de la masa de tierra no compactada, y vertidos por el punto más bajo de la corona, que llevan a la ruptura más o menos rápida y abrupta de la presa, pudiendo causar grandes daños a las poblaciones y áreas cultivadas situadas aguas abajo.
Un fenómeno de este tipo se produjo en el paraje conocido como La Josefina en el río Paute, en Ecuador.

### Acumulación de hielo
La acumulación de hielo (embancaduras) en los grandes ríos situados en zonas frías se produce generalmente en puntos en los cuales el cauce presenta algún estrechamiento, ya sea natural, como la presencia de rocas, o artificial, como los pilares de un puente.
Las situaciones de este tipo pueden darse, por ejemplo, en el río Danubio. Para prevenir los daños que esto puede causar los servicios de prevención utilizan barcos especiales denominados rompehielos.

### Presas construidas por castores
Las presas construidas por castores se dan en pequeños arroyos, generalmente en áreas poco habitadas y, por lo tanto, los eventuales daños causados por su ruptura son generalmente limitados.

## Embalses artificiales
Los embalses generados al construir una presa pueden tener la finalidad de:
- regular el caudal de un río o arroyo, almacenando el agua de los períodos húmedos para utilizarlos durante los períodos más secos para el riego, para el abastecimiento de agua potable, para la generación de energía eléctrica, para permitir la navegación o para diluir poluentes. Cuando un embalse tiene más de un fin, se le llama de usos múltiples;
- contener los caudales extremos de las avenidas o crecidas. Laminación de avenidas;
- crear una diferencia de nivel para generar energía eléctrica, mediante una central hidroeléctrica;
- crear espacios para esparcimiento y deportes acuáticos.

## Características de los embalses
Las características físicas principales de un embalse son las curvas cota-volumen, la curva cota-superficie inundada y el caudal regularizado.
Dependiendo de las características del valle, si este es amplio y abierto, las áreas inundables pueden ocupar zonas densamente pobladas, o áreas fértiles para la agricultura. En estos casos, antes de construir la presa debe evaluarse muy objetivamente las ventajas e inconvenientes, mediante un Estudio de impacto ambiental, cosa que no siempre se ha hecho en el pasado.
En otros casos, especialmente en zonas altas y abruptas, el embalse ocupa tierras deshabitadas, en cuyo caso los impactos ambientales son limitados o inexistentes.
El caudal regularizado es quizás la característica más importante de los embalses destinados, justamente, a regularizar, a lo largo del día, del año o periodos plurianuales o quizás pasen siglos antes de que este sea deshabilitado por la mano humana, el caudal que puede ser retirado en forma continua para el uso para el cual se ha construido el embalse.

### Niveles característicos de los caudales de los embalses

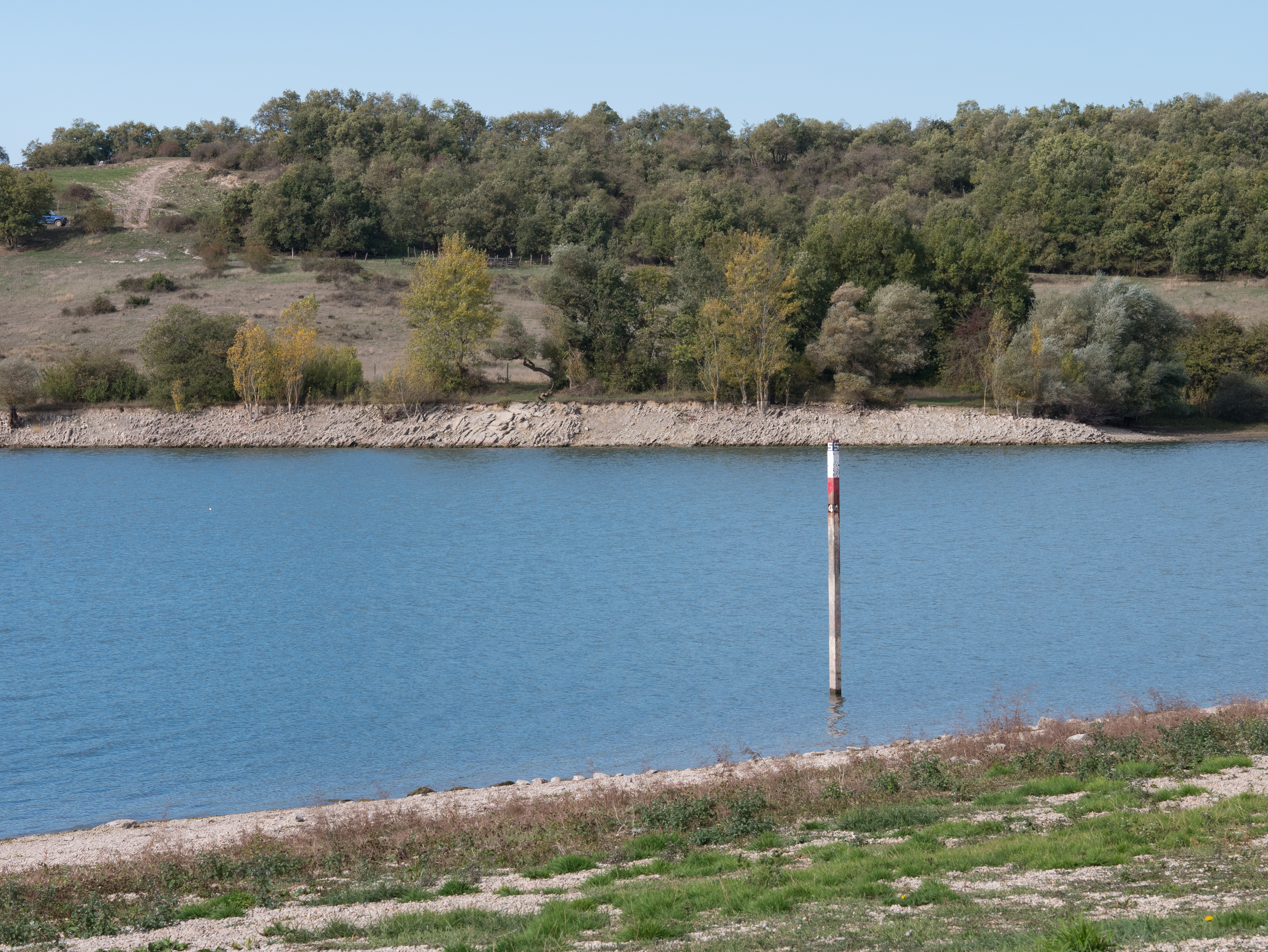
Nivel de agua en un embalse

El nivel del agua en un embalse es siempre mayor que el nivel original del río. Desde el punto de vista de la operación de los embalses, se definen una serie de niveles. Los principales son (en orden creciente):
- Nivel mínimo minimorum: es el nivel mínimo que puede alcanzar el embalse; coincide con el nivel mínimo de la toma situada en la menor cota.
- Nivel mínimo operacional: es el nivel por debajo del cual las estructuras asociadas al embalse y la presa no operan u operan en forma inadecuada.
- Nivel medio. Es el nivel que tiene el 50 % de permanencia en el lapso del ciclo de compensación del embalse, que puede ser de un día, para los pequeños embalses, hasta períodos plurianuales para los grandes embalses. El período más frecuente es de un año.
- Nivel máximo operacional: al llegarse a este nivel se comienza a verter agua con el objetivo de mantener el nivel pero sin causar daños aguas abajo.
- Nivel del vertedero. Si la presa dispone de un solo vertedero libre, el nivel de la solera coincide con el nivel máximo operacional. Si el vertedero está equipado con compuertas, el nivel de la solera es inferior al máximo operacional.
- Nivel máximo normal: al llegarse a este nivel la operación cambia de objetivo y la prioridad es garantizar la seguridad de la presa. En esta fase pueden ocurrir daños aguas abajo; sin embargo, se intentará minimizar los mismos.
- Nivel máximo maximorum: en este nivel ya la prioridad absoluta es la seguridad de la presa, dado que una ruptura sería catastrófica aguas abajo. Se mantiene el nivel a toda costa; el caudal descargado es igual al caudal que entra en el embalse.

### Volúmenes característicos de un embalse
Los volúmenes característicos de los embalses están asociados a los niveles; de esta forma se tiene:
- Volumen muerto, definido como el volumen almacenado hasta alcanzar el nivel mínimo minimorum.
- Volumen útil, el comprendido entre el nivel mínimo minimorum y el nivel máximo operacional.
- Volumen de laminación, es el volumen comprendido entre el nivel máximo operacional y el nivel máximo normal. Este volumen, como su nombre indica, se utiliza para reducir el caudal vertido en las avenidas, para limitar los daños aguas abajo.

El volumen del agua contenida en un embalse es medido a veces en metros cúbicos (m³) o a veces en hectómetros cúbicos (hm³) que son cada uno 1.000.000 m³.

### Caudales característicos de un embalse
- Caudal firme. Es el caudal máximo que se puede retirar del embalse en un período crítico. Si el embalse ha sido dimensionado para compensar los caudales a lo largo de un año hidrológico, generalmente se considera como período crítico al año hidrológico en el cual se ha registrado el volumen aportado mínimo. Sin embargo, existen otras definiciones para el período crítico también aceptadas, como, por ejemplo, el volumen anual de aporte hídrico superado en el 75 % de los años, que es una condición menos crítica que la anterior.
- Caudal regularizado. Es el caudal que se puede retirar del embalse durante todo el año hidrológico, asociado a una probabilidad.

### Vida útil del embalse
La vida útil del embalse, para efectos de las evaluaciones económicas, del mismo se estiman entre 30 y 50 años, sin embargo, los embalses potencialmente pueden tener una vida útil mucho más larga. Los factores que pueden influir en la vida útil del embalse se pueden mencionar:
- Problemas de degradación de la represa:
- Sedimentación del embalse, con su consecuente disminución del volumen útil del mismo.

La combinación de suelos empinados, lluvias intensas, el tipo de suelo y el uso que se le da a los mismos hacen que las tasas de erosión y sedimentación sean muy altas en los lugares donde se sitúan los embalses. El alto acarreo de sedimentos de algunos cursos de agua y el desarrollo desmedido en las áreas cercanas a los embalses, así como la falta de control preventivo de ls erosión aceleran el proceso de sedimentación de los embalses. En cuencas con embalses, los ríos y quebradas transportan los sedimentos erosionados hacia los embalses donde son "atrapados".
La forma más precisa para medir sedimentación en los embalses es mediante estudios de batimetría. Se toman elevaciones del fondo del embalse para generar la topografía del fondo del mismo. De esta manera se determina el volumen disponible del embalse y se compara con el volumen de diseño del mismo. Con la información levantada de los estudios de batimetría se determina la capacidad existente del embalse y la tasa de pérdida de capacidad anual basada en una carga específica de sedimentos.
Existen una variedad de alternativas para el manejo de sedimentación en embalses. En un embalse se puede utilizar más de una técnica y diferentes técnicas pueden ser más apropiadas en diferentes momentos a lo largo de la vida del embalse. Las estrategias de manejo se pueden catalogar en cuatro temas básicos: (1) reducir el aporte de sedimentos hacia el embalse, (2) manejo hidráulico del embalse para minimizar el depósito de sedimentos, (3) remover los sedimentos una vez depositados, y (4) manejar las consecuencias sin manejar el proceso de sedimentación como tal.
A continuación un resumen de estrategias para el manejo de sedimentos:
1. Reducir el aporte de sedimentos. Esto se puede lograr mediante trampas de sedimento, las que pueden ser tanto estructurales como no estructurales, dentro o fuera del río. Otra manera para reducir el aporte de sedimento es mediante controles de erosión superficial de los suelos, propiciando la formación de una protección vegetal de los mismos.
2. Minimizar el asentamiento de sedimentos. Esta estrategia se fundamenta en el desvío de sedimentos. Esto se puede lograr mediante el desvío de corrientes de agua turbia o el desvío de crecidas, entre otras. Una estrategia para el desvío de sedimentos que se ha implantado en algunos países, es la construcción de embalses fuera del cauce.
3. Recuperar el volumen de almacenamiento. Una manera de lograr esto es mediante excavación, ya sea hidráulica o mecánica. Otra manera es mediante la redistribución de sedimentos, por ejemplo depositandolos en el volumen muerto. Esta última se puede lograr también con modificaciones estructurales o subiendo el nivel operacional.

## Efectos de un embalse

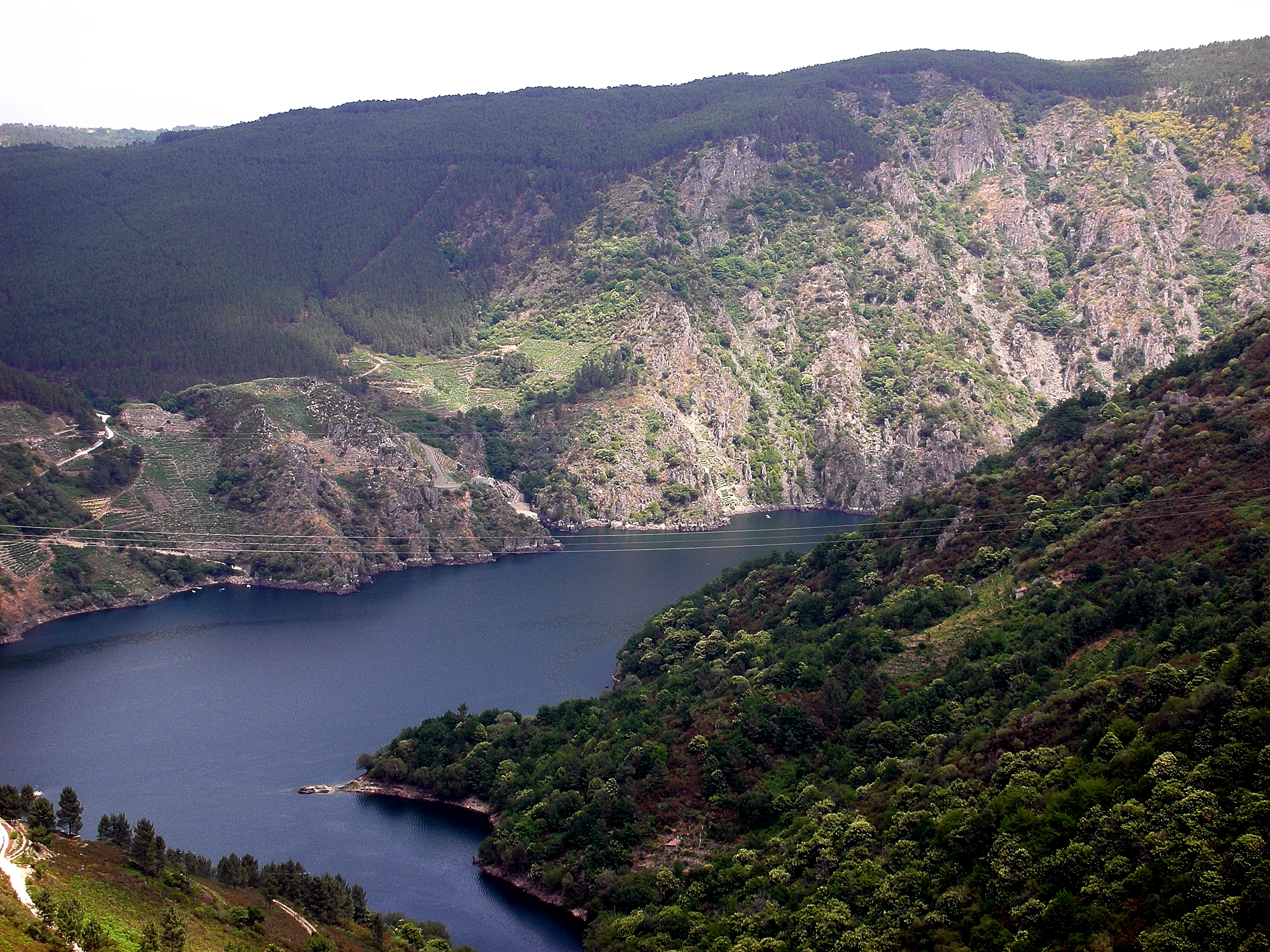
Embalse de Los Peares, Galicia, España.

Los embalses tienen un importante influjo en el entorno; algunos de sus efectos pueden ser considerados positivos y otros pueden ser considerados negativos.

### Generales
Los embalses de grandes dimensiones agregan un peso muy importante al suelo de la zona, además de incrementar las infiltraciones. Estos dos factores juntos pueden provocar lo que se conoce como seísmos inducidos. Son frecuentes durante los primeros años después del llenado del embalse. Si bien estos seísmos inducidos son molestos, muy rara vez alcanzan intensidades que puedan causar daños serios a la población.

### Aguas arriba
Aguas arriba el nivel freático de los terrenos vecinos se puede modificar fuertemente, pudiendo traer consecuencias en la vegetación circunlacustre.

### Aguas abajo
Los efectos de un embalse aguas abajo son de varios tipos; se pueden mencionar:
- Aumento de la capacidad de erosionar el lecho del río.
- Disminución de los caudales medios vertidos y, consecuente, facilidad para que actividades antrópicas ocupen parte del lecho mayor del río.
- Disminución del aporte de sedimentos a las costas, incidiendo en la erosión de las playas y deltas.

## Uso de los embalses
Básicamente un embalse creado por una presa, que interrumpe el cauce natural de un río, pone a disposición del operador del embalse un volumen de almacenamiento potencial que puede ser utilizado para múltiples fines, algunos de ellos complementarios y otros conflictivos entre sí, pone a disposición del operador del embalse también un potencial energético derivado de la elevación del nivel del agua.
Se pueden distinguir los usos que para su maximización requieren que el embalse esté lo más lleno posible, garantizando un caudal regularizado mayor. Estos usos son la generación de energía eléctrica, el riego, el abastecimiento de agua potable o industrial, la dilución de poluentes. Por el contrario, para el control de avenidas el embalse será tanto más eficiente cuanto más vacío se encuentre en el momento en que recibe una avenida.
Desde el punto de vista de su capacidad reguladora, el embalse puede tener un ciclo diario, mensual, anual e, incluso, en algunos pocos casos, plurianual. Esto significa que el embalse acumula el agua durante, por ejemplo, 20 horas por día, para descargar todo ese volumen para la generación de energía eléctrica durante las 4 horas de pico de demanda; o acumula las aguas durante el período de lluvias, 3 a 6 meses según la región, para usarlo en riego en el período seco.

### Embalse de usos múltiples
Muchos embalses modernos son diseñados para usos múltiples. En esos casos el operador del embalse debe establecer políticas de operación, que deben tener en cuenta:
- Prioridad de cada uno de los usos, asociado a la disponibilidad de otras alternativas técnica y económicamente factibles en el área. En general, el abastecimiento de agua potable tiene la prioridad más elevada.
- Limitaciones de caudal, máximo y mínimo, aguas abajo de la presa que soporta el embalse.

## Impacto ambiental
Los proyectos de las represas grandes causan impactos ambientales irreversibles en una área geográfica grande, y, por lo tanto, tienen el potencial para causar daños importantes. Ha aumentado la crítica a estos proyectos durante la última década. Los críticos más severos reclaman que, como los beneficios valen menos que los costos sociales, ambientales y económicos, es injustificable construir represas grandes. Otros sostienen que se puede, en algunos casos, evitar o reducir los costos ambientales y sociales a un nivel aceptable, al evaluar cuidadosamente los problemas potenciales y la implementación de las medidas correctivas.
El área de influencia de una represa se extiende desde los límites superiores de captación del reservorio hasta el estero, la costa y el mar. Incluye la cuenca hidrográfica y el valle del río aguas abajo de la represa.
Si bien existen efectos ambientales directos de la construcción de una represa (por ejemplo, problemas con el polvo, la erosión, el movimiento de tierras), los impactos mayores provienen del envase del agua, la inundación de la tierra para formar el reservorio y la alteración del caudal del agua, más abajo. Estos efectos tienen impactos directos para los suelos, la vegetación, la fauna y las tierras silvestres, la pesca, el clima, y, especialmente, para las poblaciones humanas del área.
Los efectos indirectos de la represa a veces pueden ser peores que los directos y se relacionan con la construcción, mantenimiento y funcionamiento de la misma (por ejemplo, los caminos de acceso, campamentos de construcción, líneas de transmisión de la electricidad) y el desarrollo de las actividades agrícolas, industriales o municipales, fomentadas por la represa.
Además de los efectos ambientales directos e indirectos de la construcción de la represa, deberán ser considerados los efectos que el medio ambiente produce en la represa. Los principales factores ambientales que afectan el funcionamiento y la vida de la represa son causados por el uso de la tierra, el agua y los otros recursos del área de captación encima del reservorio (por ejemplo la agricultura, la colonización, el desbroce del bosque) y este puede causar mayor acumulación de limos y cambios en la calidad del agua del reservorio y del río, aguas abajo.
Los beneficios de la represa son: se controlan las inundaciones y se provee un afluente de agua más confiable y de más alta calidad para el riego agrícola, y el uso domésticos e industrial. Además, las represas pueden crear actividades alternativas como energía eléctrica, turismo, pesca, piscicultura y navegación. La energía hidroeléctrica, por ejemplo, es una alternativa para la energía termoeléctrica a base del carbón, o la energía nuclear. La intensificación de la agricultura, localmente, a través del riego, puede reducir la presión sobre los bosques, los hábitats intactos de la fauna, y las otras áreas que no sean idóneas para la agricultura. Asimismo, las represas pueden crear una industria de pesca, y facilitar la producción agrícola en el área, aguas abajo del reservorio, que, en algunos casos, puede más que compensar las pérdidas sufridas en estos sectores, como resultado de su construcción.
Recientemente se está considerando el efecto beneficioso que pudiera tener el almacenamiento de agua en la tierra para compensar el crecimiento del nivel del mar, almacenando en forma líquida el agua que ahora permanece en tierra en forma de hielo en glaciares y nieves perpetuas de las montañas altas, que ahora se está derritiendo debido al calentamiento global. Los beneficios ambientales en las zonas costeras (muchas de ellas muy densamente pobladas) bien podrían compensar los problemas que pudieran producir en las tierras del interior.

### Efectos hidrológicos
Al represar un río y crear una laguna, se cambia profundamente la hidrología y limnología del sistema fluvial. Se producen cambios dramáticos en el flujo, la calidad, cantidad y uso del agua, los factores bióticos y la sedimentación de la cuenca del río.
La descomposición de la materia orgánica (por ejemplo, los árboles) de las tierras inundadas enriquece los alimentos del reservorio. Los fertilizantes empleados aguas arriba se suman a los alimentos que se acumulan y se reciclan en el reservorio. Estos alimentos soportan no solamente la pesca, sino también el crecimiento de las hierbas acuáticas, como nenúfares y jacintos de agua. Las esteras de hierbas y algas pueden constituir molestias costosas. Si obstruyen las salidas de la represa y los canales de riego, destruyen la pesca, limitan la recreación, aumentan los costos de tratamiento del agua, impiden la navegación y aumentan sustancialmente las pérdidas de agua a causa de la transpiración.
Si el terreno inundado tiene muchos árboles y no se limpia adecuadamente antes de inundarlo, la descomposición de esta vegetación agotará los niveles de dioxígeno en el agua. Esto afecta la vida acuática, y puede causar grandes pérdidas de peces. Los productos de la descomposición anaeróbica incluyen el sulfuro de hidrógeno, que es nocivo para los organismos acuáticos y corroe las turbinas de la represa, y el metano, que es un gas de invernadero. El dióxido de carbono, el gas principal que se produce, también exacerba los riesgos de invernadero.
Las partículas suspendidas que trae el río se asientan en el reservorio, limitando su capacidad de almacenamiento y su vida útil, privando el río de los sedimentos, aguas abajo. Muchas áreas agrícolas de los terrenos aluviales han dependido siempre de los limos ricos en alimentos para sostener su productividad. Como el sedimento ya no se deposita aguas abajo, en el terreno aluvial, esta pérdida de alimentos deberá ser compensada mediante la adición de fertilizantes, para mantener la productividad agrícola. La liberación de las aguas libres de sedimentos, relativamente, puede lavar los lechos, aguas abajo. Sin embargo, la sedimentación del reservorio produce agua de más alta calidad para riego, y consumo industrial y humano.
Los efectos adicionales de los cambios en la hidrología de la cuenca del río incluyen variaciones en el nivel freático, aguas arriba y abajo del reservorio, y problemas de salinización; estos tienen impactos ambientales directos y afectan a los usuarios aguas abajo.

### Temas sociales
Muy a menudo, la gente de ciudad, los intereses agrícolas y las personas que viven lejos, disfrutan de los beneficios de las represas. Pero los que soportan la mayor parte de los costos ambientales y sociales, no siempre se benefician en un grado similar, y en muchos casos no se benefician en absoluto. Los habitantes del área inundada por el reservorios, y los que viven en los terrenos aluviales pueden recibir beneficios, pero casi siempre deben asumir los perjuicios de las obras y de los embalses.
Al llenar el reservorio, normalmente es necesario el desplazamiento involuntario de un número variable de personas —que pueden llegar en algunos casos a cientos de miles— lo que requiere un reajuste social profundo, no solamente de parte de los desplazados sino también de la gente ya establecida en las áreas de reasentamiento (ver la sección “Desplazamiento involuntario”).
Para las personas que permanecen en la cuenca del río, a menudo se restringe el acceso al agua, la tierra y los recursos bióticos. Se interrumpe la pesca artesanal y la agricultura tradicional (tipo recesión) de los terrenos aluviales, a causa de los cambios en el caudal y la reducción en el asentamiento de limos. Los terrenos aluviales de muchos ríos tropicales son áreas de gran importancia para la población humana y la de los animales; al reducirse los terrenos aluviales, debe haber un cambio en el uso de la tierra; caso contrario, las poblaciones se verán obligadas a cambiarse de sitio.
A menudo, en especial en zonas cálidas, los embalse aumentan la incidencia de las enfermedades relacionadas con el agua, tales como por la malaria o la esquistosomiasis.
Se producen también conflictos entre las personas que residen el área y las que ingresan a la misma a partir de la construcción, tales como los trabajadores de la construcción, los jornaleros temporales para la agricultura y otras actividades inducidas por la represa, con consecuencias tales como agobiamiento de los servicios públicos, competencia por los recursos y conflictos sociales. Estos conflictos pueden ser aún más graves si la etnia de la población local difiere de la de los recién llegados.
Entre las consecuencias positivas pueden citarse: mucho mayor demanda de trabajo durante la construcción de la presa, beneficios para la actividad comercial y de servicios en la zona, un moderado aumento de la demanda de trabajo para mantenimiento posterior a la construcción, mejoras en caminos y provisión de energía, posibles mejoras en el transporte fluvial. En muchos casos, la población aprovecha también la infraestructura que se ha creado para la construcción de la presa una vez que se terminado la misma, tales como las viviendas de los constructores. No es raro que los gobiernos presten especial atención a la infraestructura de una zona marginal solamente cuando la misma pasa a primer plano por la construcción de una gran obra, con lo cual la población de la zona puede obtener beneficios que normalmente no habrían obtenido.
Por último, los grandes y medianos embalses suelen ser aprovechados para fomentar el turismo hacia la región.

### Pesca y fauna
Como se dijo anteriormente, la pesca, usualmente, se deteriora, debido a los cambios en el caudal o temperatura del río, la degradación de la calidad del agua, la pérdida de los sitios de desove y las barreras que impiden la migración de los peces. Sin embargo, se crean recursos de pesca en el reservorio, que, a veces, resultan más productivos que los que hubo, anteriormente, en el río.
En los ríos que tienen esteron, biológicamente productivos, los peces y moluscos sufren debido a los cambios en el flujo y la calidad del agua. Las variaciones en el caudal de agua dulce, y por tanto, en la salinidad del estero, cambia la distribución de las especies y los modelos de reproducción de los peces. Las variaciones en la cantidad de alimentos y el deterioro en la calidad del agua del río, pueden tener efectos profundos para la productividad del estero. Estos cambios pueden tener resultados importantes para las especies marinas que se alimentan o pasan parte de su ciclo vitalicio en el estero, o que son influenciadas por los cambios en la calidad de las áreas costaneras.
El mayor impacto para la fauna se originará en la pérdida de hábitat, que ocurre al llenar el reservorio y producirse los cambios en el uso del terreno de la cuenca. Pueden afectar los modelos de migración de la fauna, debido al reservorio y el desarrollo que se relaciona con este. La caza ilegal y la erradicación de las especies consideradas como plagas agrícolas, clandestina actividad relacionada con el mismo, tienen un efecto más selectivo. La fauna y las aves acuáticas, los reptiles y los anfibios pueden prosperar gracias al reservorio.

### Amenaza sísmica
Los reservorios grandes pueden alterar la actividad tectónica. La probabilidad de que produzca actividad sísmica es difícil de predecir; sin embargo, se deberá considerar el pleno potencial destructivo de los terremotos, que pueden causar desprendimientos de tierra, daños a la infraestructura de la represa, y la posible falla de la misma.

### Manejo de la cuenca hidrográfica
A menudo los embalses se hacen como un eficaz remedio a las riadas periódicas de ciertos ríos, riadas desastrosas con frecuencia. 
Frecuentemente bajo la presa aumenta la población, tanto la que habitaba en zonas inundadas por el embalse como nueva población llamada por las posibilidades de labrar nuevas tierras de regadío que proporciona el agua embalsada.  A veces se produce degradación ambiental, y la calidad del agua se deteriora, y las tasas de sedimentación del reservorio aumentan, como resultado del desbroce del bosque para agricultura, la presión sobre los pastos, el uso del terreno, como las áreas de la cuenca hidrográfica aguas abajo.